# Karel Winkelbauer
Karel Winkelbauer (30. října 1925 Praha – 25. července 1990) byl český matematik.

## Život
Karel Winkelbauer absolvoval středoškolská studia na reálném gymnáziu v Praze. Po maturitě byl totálně nasazen na odklízení trosek po leteckých náletech v Praze. Po osvobození se zapsal na Přírodovědeckou fakultu Univerzity Karlovy, kde studoval teorii pravděpodobnosti, matematickou statistiku a ekonometrii. Současně jako mimořádný posluchač navštěvoval přednášky matematické statistiky a pojistné matematiky na fakultě speciálních nauk na ČVUT v Praze. V roce 1948 získal titul magistra matematiky, o tři roky později titul RNDr. Téhož roku nastoupil Karel Winkelbauer do Tesly, odkud v roce 1953 přešel do ústavu pro sdělovací techniku. Od roku 1950 byl aspirantem matematiky v Ústředním matematickém ústavu. Svou aspiranturu úspěšně ukončil v roce 1953 obhájením disertační práce Momenty pro součty náhodného počtu náhodných sčítanců. V roce 1960 se habilitoval za základě práce týkající se teorie strategických her s aplikacemi v statistickém rozhodování. Hodnost doktora fyzikálně matematických věd získal v roce 1966 po předložení práce z teorie informací. Od roku 1955 pracoval Karel Winkelbauer pro Československou akademii věd a v roce 1976 byl pověřen vedením Matematického ústavu Univerzity Karlovy.